# Turó de Salzes
El Turó de Salzes és una muntanya de 157 metres que es troba al municipi de Castellbisbal, a la comarca del Vallès Occidental.